# بانديد لامب أي كيليفش
بانديد لامب أي كيليفش (Banded Lamp Eye Killifish) (الاسم العلمي Aplocheilichthys spilauchen) هي سمكة زينة من فصيلة كيلي، اكتشفت عام 1861، وتتنقل السمكة من نهر السنغال إلى نهر الكونغو في غرب أفريقيا حيث تعيش بجانب الشلالات، ومستنقعات شجرة المنجروف، وتعيش في المياه قليلة الملوحة. يصل أقصى حجم لها 7 سم، وتحتاج حرارة من 24 - 32 مروية، ودرجة جموضة من 7,5 - 8,5. يكون ظهر الذكور أكثر تقوسا من الإناث، كما أنهم أغنى بالألوان خاصة في الزعانف، ويملك الذكور خطوطا صليبية فضية في الذيل.